# ایران در جام‌های دوستانه فوتبال

تیم ملی فوتبال ایران در جام استقلال برزیل

ایران در جام‌های دوستانه پیشینه حضور تیم ملی فوتبال ایران در مسابقه‌ها و جام‌های غیر رسمی و دوستانه را بررسی می‌کند.
ایران تا به حال در ۳۴ مسابقه غیر رسمی و دوستانه فوتبال شرکت کرده که در ۹ مسابقه موفق به کسب عنوان قهرمانی شده. ایران ۱۷ مسابقه دوستانه را نیز میزبانی کرده‌است.
نخستین حضور ایران در مسابقه‌های دوستانه در شهریور ۱۳۲۰ رقم خورد، هنگامی که تیم ملی ایران در جام استقلال افغانستان شرکت کرد. نخستین بازی رسمی ایران در از دید فیفا در همین مسابقه نیز رقم خورد. در مورد نتایج تیم ملی در این بازی گزارش‌های مختلف و متفاوتی وجود دارد. تمای بازی‌های این تورنمنت در ورزشگاه غازی کابل انجام شدند.
آخرین مسابقه غیر رسمی فوتبال ملی ایران نهمین دوره جام بین‌المللی دوستی در قطر بود که در دی ۱۳۸۸ در دوحه برگزار شد و با نایب قهرمانی ایران پایان یافت.

## مسابقات
| سال                          | رده       | بازی | برد | مساوی | باخت | زده | خورده | یادداشت                                                                             | منبع   |
| ---------------------------- | --------- | ---- | --- | ----- | ---- | --- | ----- | ----------------------------------------------------------------------------------- | ------ |
| جام استقلال افغانستان ۱۹۴۱   | ؟         | ۲    | ۱   | ۱     | ۰    | ۱   | ۰     | در مورد نتایج و چگونگی برگزاری این جام گزارش‌های متفاوتی وجود دارد.                  | [ ۱ ]  |
| جام عمران منطقه‌ای ۱۹۶۵       | قهرمان    | ۲    | ۱   | ۱     | ۰    | ۴   | ۱     | بازی اول ایران و ترکیه نیمه‌کاره رها شد و بازی تکراری برگزار شد.                     | [ ۲ ]  |
| جام عمران منطقه‌ای ۱۹۶۷       | دوم       | ۲    | ۱   | ۰     | ۱    | ۲   | ۱     | -                                                                                   | [ ۲ ]  |
| جام دوستی ۱۹۶۹               | دوم       | ۴    | ۳   | ۰     | ۱    | ۱۳  | ۵     | -                                                                                   | [ ۳ ]  |
| جام عمران منطقه‌ای ۱۹۶۹       | دوم       | ۲    | ۱   | ۰     | ۱    | ۴   | ۶     | -                                                                                   | [ ۲ ]  |
| جام عمران منطقه‌ای ۱۹۷۰       | قهرمان    | ۲    | ۱   | ۱     | ۰    | ۸   | ۱     | -                                                                                   | [ ۲ ]  |
| جام بین‌المللی کوروش ۱۹۷۱     | قهرمان    | ۵    | ۵   | ۰     | ۰    | ۱۰  | ۲     | تیم منتخب تهران با نام ایران در این بازی‌ها شرکت کرد.                                | [ ۴ ]  |
| جام استقلال برزیل ۱۹۷۲       | مرحله اول | ۵    | ۰   | ۱     | ۴    | ۳   | ۸     | -                                                                                   | [ ۵ ]  |
| جام عمران منطقه‌ای ۱۹۷۴       | دوم       | ۲    | ۱   | ۰     | ۱    | ۲   | ۲     | باشگاه فوتبال ملوان انزلی با نام ایران در جام شرکت کرد.                             | [ ۲ ]  |
| جام ایران ۱۹۷۴               | قهرمان    | ۴    | ۲   | ۲     | ۰    | ۴   | ۱     | تیم ب ایران نیز در این مسابقات شرکت کرد.                                            | [ ۶ ]  |
| جام ایران ۱۹۷۵               | مرحله اول | ۲    | ۰   | ۱     | ۱    | ۱   | ۲     | تیم ب ایران نیز در این مسابقات شرکت کرد.                                            | [ ۷ ]  |
| ۷۵ سالگی رئال مادرید ۱۹۷۷    | سوم       | ۲    | ۰   | ۲     | ۰    | ۲   | ۲     | هر دو بازی ایران به ضربات پنالتی کشیده شدند.                                        | [ ۸ ]  |
| تورنمنت پاری‌سن‌ژرمن ۱۹۷۸      | چهارم     | ۲    | ۰   | ۱     | ۱    | ۱   | ۴     | نتیجه بازی نیمه‌نهایی به جای ضربات پنالتی با شمارش کرنرها تعیین شد.                  | [ ۹ ]  |
| جام قاعد اعظم ۱۹۸۲           | قهرمان    | ۶    | ۵   | ۱     | ۰    | ۱۱  | ۱     | -                                                                                   | [ ۱۰ ] |
| جام نهرو ۱۹۸۵                | مرحله اول | ۳    | ۱   | ۰     | ۲    | ۵   | ۵     | -                                                                                   | [ ۱۱ ] |
| ج. ب. فجر ۱۹۸۶               | دوم       | ۵    | ۳   | ۲     | ۰    | ۱۱  | ۲     | تیم‌های ب ایران و منتخب خوزستان نیز حاضر بودند.                                      | [ ۱۲ ] |
| جام صلح و دوستی ۱۹۸۹         | چهارم     | ۵    | ۱   | ۳     | ۱    | ۵   | ۴     | -                                                                                   | [ ۱۳ ] |
| جام اکو ۱۹۹۳                 | قهرمان    | ۴    | ۴   | ۰     | ۰    | ۱۰  | ۲     | -                                                                                   | [ ۱۴ ] |
| جام کارلزبرگ ۱۹۹۸            | سوم       | ۲    | ۰   | ۱     | ۱    | ۱   | ۲     | -                                                                                   | [ ۱۵ ] |
| جام ال‌جی ۱۹۹۸                | سوم       | ۲    | ۱   | ۰     | ۱    | ۱   | ۲     | -                                                                                   | [ ۱۶ ] |
| جام چائو! فوریه ۱۹۹۹         | دوم       | ۲    | ۱   | ۰     | ۱    | ۳   | ۴     | -                                                                                   | [ ۱۷ ] |
| جام کانادا ۱۹۹۹              | دوم       | ۳    | ۱   | ۲     | ۰    | ۴   | ۳     | -                                                                                   | [ ۱۸ ] |
| جام ال‌جی ۲۰۰۰                | سوم       | ۲    | ۱   | ۱     | ۰    | ۴   | ۲     | -                                                                                   | [ ۱۹ ] |
| جام تمدن‌ها ۲۰۰۱              | سوم       | ۲    | ۱   | ۱     | ۰    | ۶   | ۲     | -                                                                                   | [ ۲۰ ] |
| جام ال‌جی ۲۰۰۱                | چهارم     | ۲    | ۰   | ۰     | ۲    | ۰   | ۲     | -                                                                                   | [ ۲۱ ] |
| جام ال‌جی ۲۰۰۱                | قهرمان    | ۲    | ۲   | ۰     | ۰    | ۹   | ۲     | -                                                                                   | [ ۲۲ ] |
| جام ال‌جی ۲۰۰۲                | دوم       | ۲    | ۱   | ۰     | ۱    | ۱   | ۰     | -                                                                                   | [ ۲۳ ] |
| جام ال‌جی ۲۰۰۲                | قهرمان    | ۲    | ۰   | ۲     | ۰    | ۲   | ۲     | -                                                                                   | [ ۲۴ ] |
| جام کارلزبرگ ۲۰۰۳            | دوم       | ۲    | ۱   | ۱     | ۰    | ۲   | ۱     | -                                                                                   | [ ۲۵ ] |
| جام ال‌جی ۲۰۰۳                | ؟         | ۱    | ۰   | ۰     | ۱    | ۱   | ۲     | غنا در بازی رده‌بندی برابر ایران حاضر نشد اما جایزه سومی را به جای ایران دریافت کرد. | [ ۲۶ ] |
| جام ال‌جی ۲۰۰۳                | سوم       | ۲    | ۱   | ۰     | ۱    | ۴   | ۲     | -                                                                                   | [ ۲۷ ] |
| جام صلح تهران ۲۰۰۵           | سوم       | ۲    | ۱   | ۰     | ۱    | ۲   | ۳     | -                                                                                   | [ ۲۸ ] |
| جام ال‌جی ۲۰۰۶                | ؟         | ۲    | ۱   | ۱     | ۰    | ۲   | ۰     | نحوه برگزاری جام به درستی مشخص نیست و فقط دو بازی برگزار شد.                        | [ ۲۹ ] |
| جام بین‌المللی عمان ۲۰۰۸      | سوم       | ۲    | ۱   | ۰     | ۱    | ۲   | ۱     | -                                                                                   | [ ۳۰ ] |
| ج. ب. دوستی قطر ۲۰۰۹         | چهارم     | ۳    | ۱   | ۰     | ۲    | ۴   | ۵     | -                                                                                   | -      |
| تورنمنت چهار جانبه اردن ۲۰۲۳ | قهرمان    | ۲    | ۲   | ۰     | ۰    | ۷   | ۱     | -                                                                                   | -      |